# Toxicodendron
Toxicodendron este un gen de plante cu flori din familia sumacului, Anacardiaceae. Acesta include specii de arbori, arbuști și liane lemnoase, inclusiv iedera otrăvitoare și stejarul otrăvitor.

## Specii
- Toxicodendron acuminatum
- Toxicodendron calcicolum
- Toxicodendron diversilobum - stejar otrăvitor vestic
- Toxicodendron orientale - iederă otrăvitoare asiatică
- Toxicodendron parviflorum
- Toxicodendron pubescens - stejar otrăvitor
- Toxicodendron radicans - iederă otrăvitoare
- Toxicodendron rydbergii - iederă otrăvitoare vestică
- Toxicodendron striatum - Manzanillo (a nu se confunda cu copacul morții, specie similară)
- Toxicodendron succedaneum - Hazenoki, arborele de ceară
- Toxicodendron sylvestre
- Toxicodendron vernicifluum - arborele de lac
- Toxicodendron vernix - sumac otrăvitor